# Douglas, Isle of Man

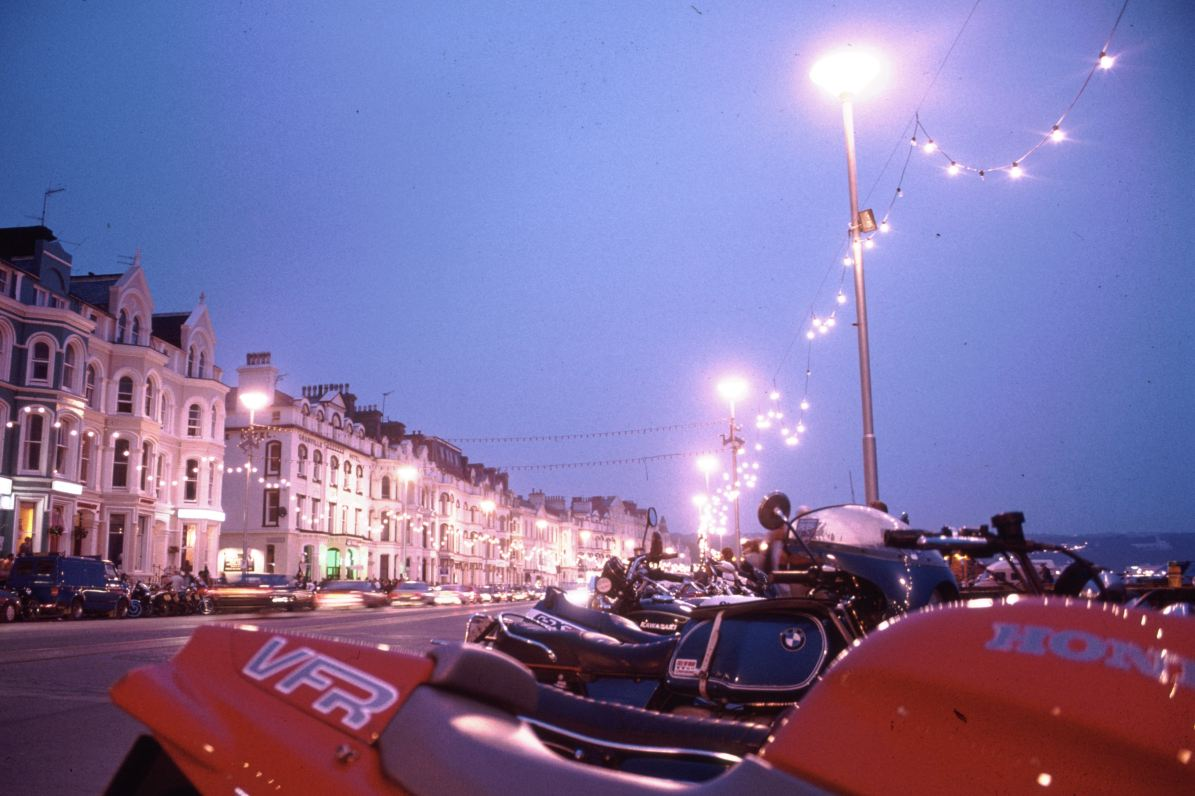
Douglas, Isle of Man

Douglas (manx: Doolish) är huvudstad och den största staden på Isle of Man i den Irländska sjön. Den ligger 130 km nordväst om staden Liverpool. Staden hade 27 938 invånare (2011). Det är nästan en tredjedel av Isle of Mans befolkning.
Douglas är centrum för Isle of Mans finansmarknad, näringsliv, handel och underhållning. Douglas är även säte för Isle of Mans regering.
Staden ligger där floderna Dhoo och Glass flyter samman, därav namnet Douglas. Staden är omgiven av ett antal byar och städer, den största, Onchan, kan snarast betraktas som en förort till Douglas.
Douglas har en naturlig hamn, nu den inre hamnen. Hamnen gjorde att Douglas blev ett smugglingscentrum (mellan åren 1670 och 1765), vilket gav staden medel till att kunna expandera. Från 1870 och framåt omvandlades staden till en semesterort. Douglas har varit Isle of Mans huvudstad sedan 1863 och det är här som det manxiska parlamentet, Tynwald, har sina möten.
Under första och andra världskrigen fanns i Douglas, som i andra områden på ön, läger för tyska krigsfångar.
Douglas har några intressanta sevärdheter, bland annat hästdragna spårvagnar, gamla ånglok och en del museer och teatrar.
TT-rallyt har sin start och målgång i Douglas.